# Al-Haytham ibn Ubayd al-Kilabi
Al-Haytham ibn ʿUbayd al-Kinānī (in arabo الهيثم بن عبيد الكناني‎?; fl. VIII secolo) fu wali di al-Andalus tra il 729 ed il 730.

## Origine
La Histoire de la conquête de l'Espagne par les Musulmans, riporta che Al-Haytham era figlio di Ubayd al-Kilabi, di cui non si conoscono gli ascendenti.

La penisola iberica, nel 730, durante il governatorato di Al-Haytham ibn Ubayd al-Kilabi

## Biografia
Secondo la Histoire de l'Afrique et de l'Espagne, nell'aprile del 729 Al-Haytham ibn Ubayd al-Kilabi fu nominato wali di al-Andalus come successore di ʿUthmān ibn Abī Nis'a al-Judhʿāmī dal wālī di Ifriqiya, ʿUbayda ibn ʿAbd al-Raḥmān al-Sulamī.

Anche la Histoire de la conquête de l'Espagne par les Musulmans, e la Ajbar Machmuâ: crónica anónima, riportano che Al-Haytham fu nominato wālī di al-Andalus, come successore di ʿUthmān ibn Abī Nis'a al-Judhʿāmī.
Il Diccionario biográfico español, Real Academia de la Historia, riporta che Al-Haytham condusse una campagna militare contro Munuza, che era stato compagno di Tariq.

Anche la Histoire de l'Afrique et de l'Espagne, riporta che condusse una campagna militare contro Munuza.
Il suo governo durò poco meno di un anno e ancora secondo il Diccionario biográfico español, Real Academia de la Historia, fu un periodo molto agitato con molti disordini, che Al-Haytham represse molto duramente, e che sollevarono molte proteste nei suoi confronti, tanto che alcuni riportano che, all'inizio del 730 fu destituito dal califfo omayyade di Damasco, Hishām ibn ʿAbd al-Malik, per la sua politica apertamente contraria agli arabi yemeniti di al-Andalus; ma sia la Histoire de l'Afrique et de l'Espagne, che il Diccionario biográfico español, Real Academia de la Historia, sostengono che morì ancora in carica.
Ancora secondo la Histoire de l'Afrique et de l'Espagne, fu sostituito da un nuovo wali: Muḥammad ibn ʿAbd Allāh al-Ashjāʿī.